# Biltsche Courant
De Biltsche Courant is een streekkrant die wekelijks verschijnt in De Bilt, Bilthoven, Maartensdijk, Groenekan, Westbroek en Hollandsche Rading.
De eerste uitgave van de Biltsche Courant was op 3 januari 1914. Toen werd dit blad alleen nog maar uitgegeven in De Bilt, Bunnik, Odijk en Werkhoven. Ook heette tot 2007 de Biltsche Courant nog de "Biltse en Bilthovense courant".